# Kingdom Hearts 358/2 Days
A Kingdom Hearts 358/2 Days (japánul: キングダム ハーツ) 358/2 Days, Hepburn-átírással: Kingudamu Hātsu Surī Faibu Eito Deizu Ōbā Tsū) egy akció-szerepjáték, amit a h.a.n.d. tervezőcsoport tervezett és a Square Enix adott ki Nintendo DS-re. Ez a negyedik játék a sorozatban, a Kingdom Hearts után játszódik, a Chains of Memoriesszal párhuzamosan, a 3. játék, a Kingdom Hearts II előtt. A történet középpontjában Roxas áll, aki a Organization XIII-ben (13-as szervezet) él barátaival, a szervezet tagjaival, Axellel és Xionnal.
Single player mód és multiplayer mód is van a játékban. A játék a 2007 Tokyo Game Show-n mutatkozott be Japánban; mára már megjelent Észak-Amerikában és Európában is. A játék Japánban 2009. május 30-án, Észak-Amerikában szeptember 29-én, Európában október 9-én jelent meg. Magyarázatot ad a Kingdom Hearts II-ben lévő, Roxasszal kapcsolatos kérdésekre.
A játékból manga és regény is készült, a mangákat Japánban, Olaszországban és Németországban, a regényt csak Japánban adták ki.